# Off the Ground
Off the Ground je sólové album anglického hudebníka Paula McCartneyho. Vydáno bylo v únoru roku 1993 společnostmi Parlophone (UK) a Capitol Records (USA). Spolu s McCartneym jej produkoval Julian Mendelsohn. V americké hitparádě Billboard 200 se umístilo na sedmnácté pozici, zatímco v britské UK Albums Chart na páté.

## Seznam skladeb
1. „Off the Ground“ – 3:40
2. „Looking for Changes“ – 2:47
3. „Hope of Deliverance“ – 3:22
4. „Mistress and Maid“ – 3:00
5. „I Owe It All to You“ – 4:51
6. „Biker Like an Icon“ – 3:26
7. „Peace in the Neighbourhood“ – 5:06
8. „Golden Earth Girl“ – 3:45
9. „The Lovers That Never Were“ – 3:43
10. „Get Out of My Way“ – 3:32
11. „Winedark Open Sea“ – 5:27
12. „C'Mon People“ – 7:42